# Ivar Siösteen
Ivar Sigurd Siösteen, även Sjösteen, född 20 november 1882 i Stockholm, död 8 oktober 1948 i Stockholm, var en svensk byggnadsingenjör och byggmästare.

## Biografi

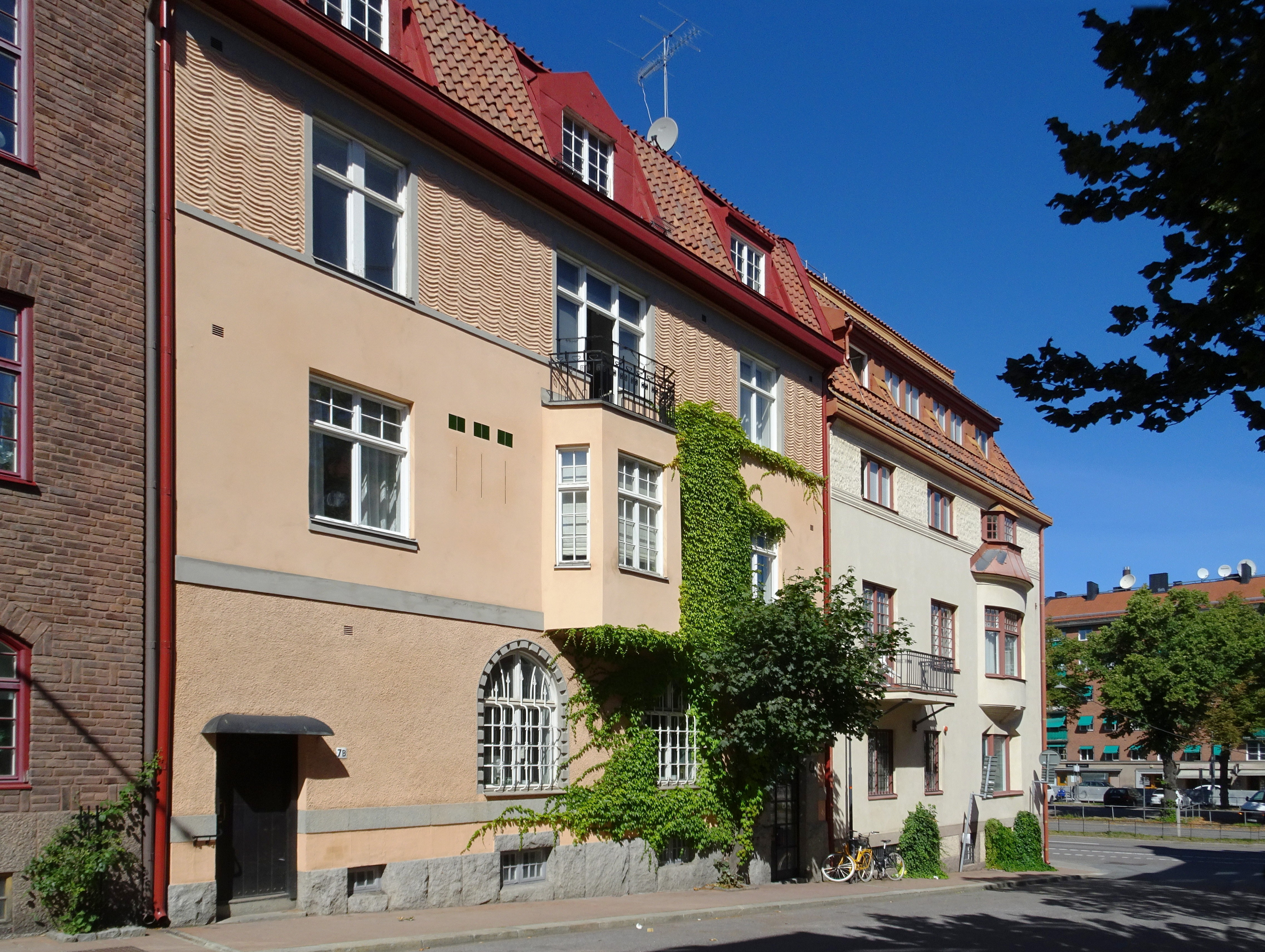
Sånglärkan 7 (gula huset i mitten) 2022.

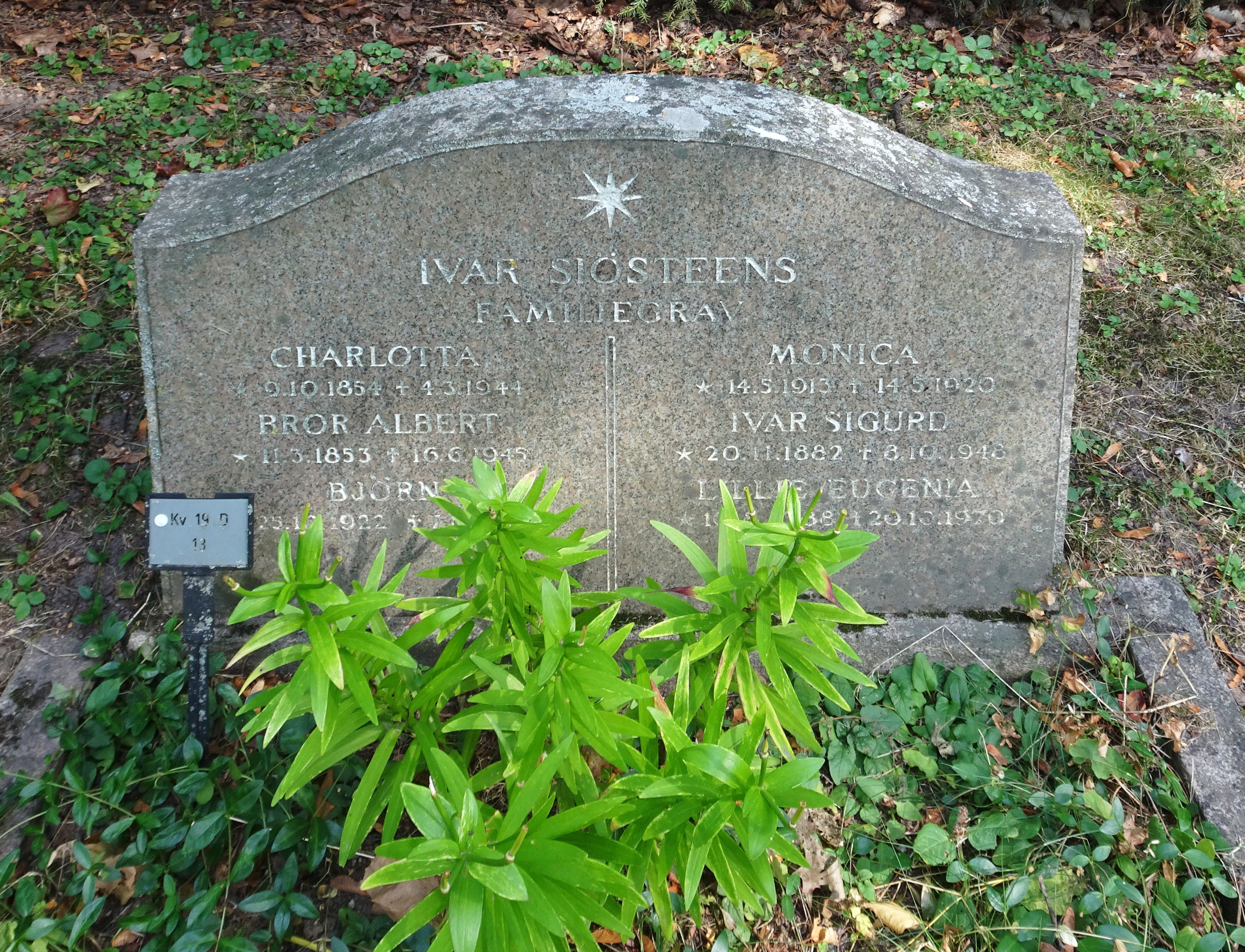
Ivar Siösteens familjegrav på Norra begravningsplatsen.

Ivar Siösteen var son till arkitekten och byggmästaren Albert Siösteen och Charlotte Ericsson. Han utexaminerades från Tekniska skolan i Stockholm 1904 och var därefter anställd som arbetsledare och ritare. 1907 blev han auktoriserad byggmästare och tjänstgjorde som tillförordnad byggnadsinspektör vid Stockholms stads byggnadsnämnd. Han var byggnadskontrollant åt arkitekterna Ferdinand Boberg, Ivar Tengbom och Carl Bergsten. Han biträdde även arkitekt Ragnar Östberg vid kostnadsberäkningar för bygget av Stockholms stadshus. 

### Byggmästaren
Siösteen var verksam som byggmästare för ett flertal bostadshus I Stockholm mellan åren 1907 och 1932, bland dem privatvillan Sånglärkan 7 i Lärkstaden som han byggde 1911 för film- och teatermannen Anders Sandrew. Han grundade Byggnads AB Ivar Siösteen som existerade även efter hans död och fördes vidare av sonen murmästaren Sten Tore Siösteen (1909–1976).

### Familj
Ivar Siösteen var gift med Lillie Nielsen-Winter (1888–1970); makarna fick fyra barn. Han fann sin sista vila på Norra begravningsplatsen. I samma grav finns även hustrun och fadern.